# Weinmannia portlandiana
Weinmannia portlandiana là một loài thực vật thuộc họ Cunoniaceae. Đây là loài đặc hữu của Jamaica. Chúng hiện đang bị đe dọa vì mất môi trường sống.